# Circe la maga
Circe la maga (Circe, the Enchantress) è un film muto del 1924 diretto da Robert Z. Leonard e interpretato da Mae Murray.
Nel cast appare anche la giovanissima Toby Wing, una bambina di nove anni qui al suo terzo film. Insieme alla sorella Pat intraprese la carriera di attrice con buon successo, per ritirarsi a vita privata nel 1938, ad appena ventitré anni.

## Trama
Cecile Brunner è una giovane donna che, dopo la morte della madre, si trasforma in una cinica femme fatale. Innamorata di un chirurgo, Peter Van Martyn, quando lui le dimostra di disapprovare il suo stile di vita, Cecile risponde con leggerezza, immergendosi ancora di più nel suo mondo fatuo e superficiale. Alla fine, però, Cecile si rende conto dei veri valori della vita e torna a essere la dolce ragazza di un tempo. Ma resta paralizzata in seguito a un incidente, andando a finire sotto una macchina per salvare un bambino. Sarà Peter, ritornato da lei, a curarla e a salvarla.

## Produzione
Il film fu prodotto dalla Tiffany Productions, una casa di produzione fondata da Mae Murray con il marito, il regista Robert Z. Leonard. Fu l'ultima volta che i due lavorarono insieme: divorziarono infatti poco dopo.

## Distribuzione
Distribuito dalla Metro-Goldwyn Pictures Corporation, il film - presentato da Robert Z. Leonard - uscì nelle sale cinematografiche statunitensi il 6 ottobre 1924. Ebbe una distribuzione internazionale e, sul mercato tedesco, venne distribuito dall'Universum Film (UFA).
In Spagna, ebbe il titolo La encantadora Circe.

### Uscite
- Germania - novembre 1925, con il titolo Die Frau, die die Männer bezaubert
- Svezia - 23 novembre 1925
- Finlandia - 22 marzo 1926
- Italia - agosto 1927[2]
- Portogallo - 12 agosto 1929, con il titolo Circe, a Encantadora[3]

### Censura e restrizioni
Nell'edizione distribuita in Italia la censura italiana attenuò, eliminando alcuni fotogrammi, tutte le scene orgiastiche, quella del gioco, e quella dell'operazione chirurgica. Il film venne inoltre vietato ai minori di 15 anni